# Jens Heppner
Pour les articles homonymes, voir Heppner.
Jens Heppner est un coureur cycliste allemand, né le 23 décembre 1964 à Gera et surnommé dans les pelotons Heppe.

## Biographie
En 1982, en catégorie junior, il a été champion du monde du contre-la-montre par équipes. Il court alors sous les couleurs de la République démocratique allemande. Il devient professionnel en 1991 et le reste jusqu'en 2005.
Au mois de juin 2000 il participe notamment au Tour de Suisse. Lors de la première étape disputée à Uster sous la forme d'un contre-la-montre par équipes, la Deutsche Telekom réalise le meilleur temps et remporte cette première étape, permettant à son coéquipier Steffen Wesemann de prendre le maillot jaune de leader du classement général.
Le 24 juillet 2013, la commission antidopage du Sénat français a publié les résultats d'une enquête rétrospective sur des échantillons de dopage de 1998. Sur un échantillon de Jens Heppner il est positif à l'EPO après la troisième étape du Tour de France 1998 qu'il a remporté. Comme les enquêtes étaient des analyses scientifiques et qu'aucun échantillon B n'était disponible pour le contrôle, ces résultats n'avaient aucune conséquence en vertu du droit du sport. À la fin du mois de juillet 2013, Heppner a été libéré de ses fonctions de directeur sportif de l'équipe NetApp-Endura "de gré à gré" avec la direction de l'équipe à la suite de la publication de l'enquête française sur le dopage en juillet 2013.

## Palmarès et résultats

### Palmarès amateur
- 1982
  -  Champion du monde du contre-la-montre par équipes juniors (avec Uwe Ampler, Jan Glossmann et Andreas Lux)
- 1984
  - 2e du Tour de Cuba
- 1985
  - 3e étape du Circuit franco-belge
  - 3e du Tour de RDA
- 1986
  - 2e du Tour de Saxe
  - 3e du Circuit franco-belge
- 1987
  - Tour de Saxe :
    - Classement général
    - 2e et 5e étapes

  - Classement général du Tour de Hesse
  - 5e étape du Tour de RDA
  - Tour du Harz
  - 2e du championnat d'Allemagne de l'Est sur route
  - 2e du Tour de RDA
  - 2e du Tour de Thuringe
- 1989
  - 4e étape du Tour d'Autriche
  - 3e du championnat d'Allemagne de l'Est sur route
  - 3e du championnat d'Allemagne de l'Est du contre-la-montre par équipes
- 1990
  -  Champion d'Allemagne de l'Est sur route amateurs
  - 3e du Tour de Rhénanie-Palatinat
  - 4e du championnat du monde sur route amateurs

### Palmarès professionnel
| - 1992 - 10e du Tour de France - 1993 - 2e du championnat d'Allemagne sur route - 3e de l'Amstel Gold Race - 4e du Grand Prix de Zurich - 10e de la Coupe du monde - 1994 - Champion d'Allemagne sur route - Tour du Limousin : - Classement général - 1re étape - 3e du Grand Prix de Plouay - 3e du Tour de Cologne - 1995 - 2e étape du Tour du Limousin - 2e du championnat d'Allemagne sur route - 2e du Grand Prix de Francfort - 1996 - 1re étape du Regio-Tour - 2e du Regio-Tour - 2e du Grand Prix de Francfort - 2e du Mémorial Rik Van Steenbergen - 9e de l'Amstel Gold Race | - 1997 - 5e étape du Critérium du Dauphiné libéré - 3e de la HEW Cyclassics - 1998 - 3e étape du Tour de France - 3e de Tirreno-Adriatico - 3e de la LuK Cup - 3e du GP Breitling - 1999 - Tour de Cologne - Classement général du Tour d'Allemagne - 2000 - 1re étape du Tour de Suisse (contre-la-montre par équipes) - 1re étape du Tour d'Allemagne - 3e du Grand Prix de Francfort - 3e du Tour de Cologne - 2003 - 3e du Hel van het Mergelland - 3e du Tour de la Hainleite - 2004 - 3e du Hel van het Mergelland |

### Résultats sur les grands tours

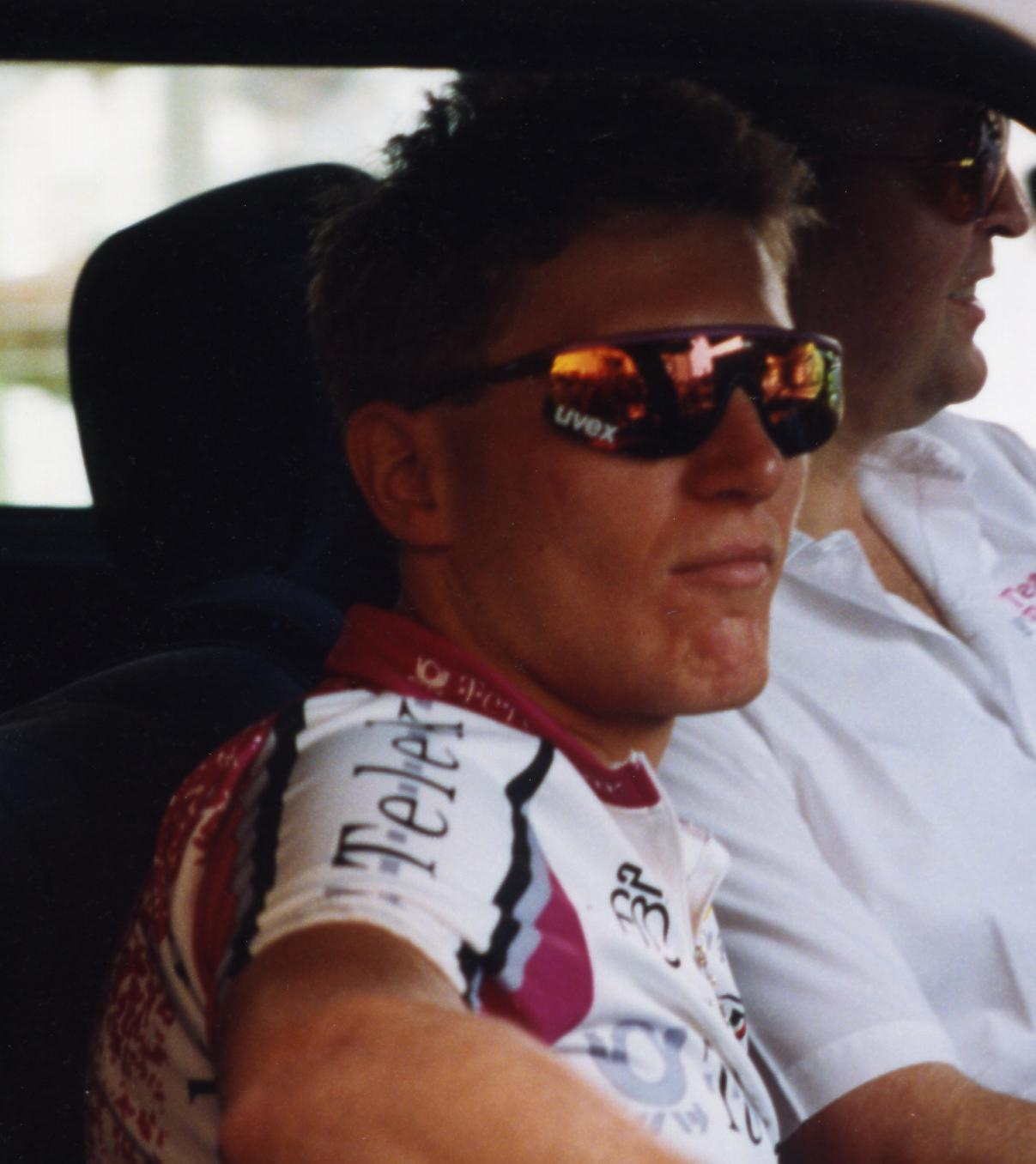
Jens Heppner lors du Tour de France 1993

#### Tour de France
9 participations
- 1992 : 10e
- 1993 : 62e
- 1994 : 60e
- 1995 : 66e
- 1996 : 88e
- 1997 : 60e
- 1998 : 56e, vainqueur de la 3e étape
- 2000 : 40e
- 2001 : abandon (16e étape)

#### Tour d'Italie
5 participations
- 1992 : 27e
- 1993 : abandon (17e étape)
- 1994 : 58e
- 1995 : abandon (15e étape)
- 2002 : non-partant (18e étape),  maillot rose pendant 10 jours

### Classements mondiaux
| Année           | 2005 |
| --------------- | ---- |
| UCI Europe Tour | 656e |